# División I de la NCAA
División I de la NCAA, también conocida como D-I, es la máxima categoría de competición dentro de la NCAA, la liga universitaria de los Estados Unidos de América. 
A ella pertenecen las universidades de mayor potencial deportivo, debido a que es la división donde se permite reclutar mayor número de deportistas mediante becas pagadas por la universidad. 
En el curso académico 2014-15, había 345 universidades compitiendo en División I, de las 1.066 que compiten en la NCAA, con 125 en la Football Bowl Subdivision y 125 en la Football Championship Subdivision (el resto no tienen equipo de fútbol americano).

## Historia
La NCAA se dividió en Divisiones en agosto de 1973, formando las Divisiones I, II y III, en función del número de becas que se pueden ofrecer a los deportistas de cada grupo.

## Polémica
Existe cierta polémica dentro de la NCAA por el consentimiento que existe para que algunas universidades compitan en División I solo en algún deporte, mientras que en el resto de deportes lo hacen en otra División.
Este es el caso de la Universidad Johns Hopkins en lacrosse masculino y femenino, Universidad Bautista de Dallas en béisbol, o Colorado College en hockey sobre hielo masculino y fútbol femenino, por ejemplo. De momento se siguen permitiendo estos casos, pero con mucha oposición de algunos sectores de la NCAA.

## Conferencias

### Subdivisiones en fútbol americano
La División I es una división única para todos los deportes, excepto para fútbol americano, donde, en 1978 primero y en 2006 nuevamente, se dividieron los equipos en dos subcategorías:
- Football Bowl Subdivision (FBS). Incluye a las mejores universidades de División I en fútbol americano (denominada Division I-A entre 1978 y 2006).
- Football Championship Subdivision (FCS). Incluye al resto de universidades de División I que tienen equipo de fútbol americano (denominada Division I-AA entre 1978 y 2006).

Al haber universidades de División I que no incluyen al fútbol americano entre los deportes que practican, los periodistas deportivos y los técnicos de este deporte denominan como universidades de Division I-AAA a este grupo, pero no se trata de una subdivisión (ya que solo existen las dos anteriores), sino de una forma no-oficial de referirse técnicamente a estas instituciones. Nunca debe de emplearse en el ámbito de otros deportes que no sean fútbol americano, puesto que en ningún otro deporte existen subdivisiones. Es decir, que si describimos un equipo de baloncesto, por ejemplo, no podemos definirlo como de División I-AAA aunque su universidad no tenga equipo de fútbol americano, puesto que en baloncesto todas las universidades de División I lo son tal cual, sin más.

#### Football Bowl Subdivision (FBS)
Compuesta por universidades que tienen una media de más de 15.000 espectadores en sus estadios por temporada y que pueden ofrecer 85 becas a estudiantes-deportistas para formar su equipo de fútbol americano. Los equipos de las Academias militares están exentos de la limitación por becas, puesto que todos sus alumnos estudian con fondos públicos.
Luego de disputadas las temporadas de conferencia, se realizan una serie de partidos interconferencia, llamados bowls. Algunos de los más prestigiosos han sido el Rose Bowl, Sugar Bowl, Orange Bowl, Cotton Bowl, Peach Bowl y Fiesta Bowl que ahora son parte del College Football Playoff.
Durante buena parte del siglo XX, la División I no tuvo partido de campeonato, dada la gran cantidad de equipos y la escasa cantidad de partidos por temporada. En cambio, el Campeonato de la División I se realizaba de manera oficiosa según votaciones entre la prensa y los entrenadores, lo que generaba innumerables polémicas.
Para intentar terminar con las polémicas proclamaciones del campeón, se creó la Bowl Coalition (1992-1994) primero, la Bowl Alliance (1995-1997) después y las Bowl Championship Series (1998-2006) a continuación, pero no se conseguiría hasta 2006, con la aparición del BCS National Championship Game, la unificación de criterios para aceptar al vencedor de este partido como campeón nacional único e indiscutible. En la temporada 2014 se amplió la elección de dos equipos (que disputaban el BCS National Championship Game) a cuatro, que ahora disputan el College Football Playoff, un torneo de postemporada compuesto por semifinales y final. La final se denomina College Football Championship Game.
En 2014 había 128 equipos en la Football Bowl Subdivisión, con cuatro más incorporándose en 2015 para alcanzar la cifra de 132. 

##### Conferencias
Todos los equipos de fútbol americano de las universidades pertenecientes a las siguientes conferencias son equipos de fútbol americano de la subdivisión FBS. 
| Conferencia               | Acrónimo | Fundación | Miembros | Deportes |
| ------------------------- | -------- | --------- | -------- | -------- |
| American Conference       | American | 1979      | 11       | 22       |
| Atlantic Coast Conference | ACC      | 1953      | 15       | 27       |
| Big Ten Conference        | Big Ten  | 1896      | 14       | 28       |
| Big 12 Conference         | Big 12   | 1994      | 10       | 23       |
| Pacific-12 Conference     | Pac-12   | 1959      | 12       | 24       |
| Southeastern Conference   | SEC      | 1932      | 14       | 21       |
| Conference USA            | C-USA    | 1995      | 11       | 20       |
| Mid-American Conference   | MAC      | 1946      | 12       | 24       |
| Mountain West Conference  | MW       | 1999      | 11       | 18       |
| Sun Belt Conference       | SBC      | 1976      | 14       | 18       |

Además de todos los equipos de estas conferencias, los siguientes equipos compiten como independientes en la Football Bowl Subdivision (FBS):
- Army (que compite en la Patriot League en el resto de deportes)
- BYU (que compite en la West Coast Conference en el resto de deportes)
- Liberty (que compite en la ASUN Conference en el resto de deportes)
- New Mexico State (que compite en la Western Athletic Conference en el resto de deportes)
- Notre Dame (que compite en la Atlantic Coast Conference en el resto de deportes)
- UConn (que compile en la Big East Conference en el resto de deportes)
- UMass (que compite en la Atlantic 10 Conference en el resto de deportes)

#### Football Championship Subdivision (FCS)
Sus universidades pueden ofrecer 63 becas deportivas para el equipo de fútbol americano.
Los mejores equipos de esta subcategoría de fútbol americano disputan un torneo de postemporada denominado FCS National Football Championship para proclamar un vencedor de la subcategoría. 

##### Conferencias
Al igual que en las conferencias anteriores, dentro de las siguientes conferencias hay universidades que no tienen equipo de fútbol americano, pero todas las que lo tienen y pertenecen a las siguientes conferencias, son de la subcategoría FCS (excepto Army y Navy, de la Patriot League, que compiten como independientes en la FBS, como ya hemos visto antes).
| Conferencia                         | Acrónimo         | Fundación | Miembros | Deportes |
| ----------------------------------- | ---------------- | --------- | -------- | -------- |
| Big Sky Conference                  | Big Sky          | 1963      | 11       | 16       |
| Big South Conference                | Big South        | 1983      | 11       | 19       |
| Colonial Athletic Association       | CAA              | 1983      | 10       | 21       |
| Ivy League                          | Ivy League       | 1954      | 8        | 33       |
| Mid-Eastern Athletic Conference     | MEAC             | 1970      | 12       | 15       |
| Missouri Valley Football Conference | MVFC             | 1985      | 11       | 1        |
| Northeast Conference                | NEC              | 1981      | 10       | 23       |
| Ohio Valley Conference              | OVC              | 1948      | 12       | 17       |
| Patriot League                      | Patriot          | 1986      | 10       | 24       |
| Pioneer Football League             | Pioneer Football | 1991      | 11       | 1        |
| Southern Conference                 | SOCON            | 1921      | 10       | 20       |
| Southland Conference                | Southland        | 1963      | 13       | 17       |
| Southwestern Athletic Conference    | SWAC             | 1920      | 10       | 18       |
| Western Athletic Conference         | WAC              | 1962      | 13       | 20       |

Ningún equipo compite como independientes en la Football Championship Subdivision (FCS) en la temporada de fútbol americano 2021. Tres equipos lo habían hecho en 2020, pero todos se unieron a las conferencias de fútbol americano para 2021.

### Otras Conferencias
A continuación, el resto de conferencias de la División I de la NCAA. Se trata de conferencias que no incluyen al fútbol americano en sus programas deportivos.
| Conferencia                        | Acrónimo       | Fundación | Miembros | Deportes |
| ---------------------------------- | -------------- | --------- | -------- | -------- |
| America East Conference            | America East   | 1979      | 10       | 18       |
| ASUN Conference                    | ASUN           | 1978      | 12       | 20       |
| Atlantic 10 Conference             | A-10           | 1975      | 14       | 21       |
| Big East Conference                | Big East       | 1979      | 11       | 22       |
| Big West Conference                | BWC            | 1969      | 11       | 16       |
| Horizon League                     | Horizon League | 1979      | 12       | 19       |
| Metro Atlantic Athletic Conference | MAAC           | 1980      | 11       | 23       |
| Missouri Valley Conference         | MVC; Valley    | 1907      | 10       | 18       |
| The Summit League                  | The Summit     | 1982      | 10       | 19       |
| West Coast Conference              | WCC            | 1952      | 10       | 14       |

#### Division I de baloncesto
En 2024–25, un total de 366 universidades disputarán la competición de baloncesto en una de las 31 conferencias de la Division I:

##### Conferencias
- America East Conference
- American Conference
- Atlantic 10 Conference
- Atlantic Coast Conference
- Atlantic Sun Conference
- Big 12 Conference
- Big East Conference
- Big Sky Conference
- Big South Conference
- Big Ten Conference
- Big West Conference
- Coastal Athletic Association
- Conference USA
- Horizon League
- Ivy League
- Metro Atlantic Athletic Conference
- Mid-American Conference
- Mid-Eastern Athletic Conference
- Missouri Valley Conference
- Mountain West Conference
- Northeast Conference
- Ohio Valley Conference
- Patriot League
- Southeastern Conference
- Southern Conference
- Southland Conference
- Southwestern Athletic Conference
- Sun Belt Conference
- Summit League
- West Coast Conference
- Western Athletic Conference

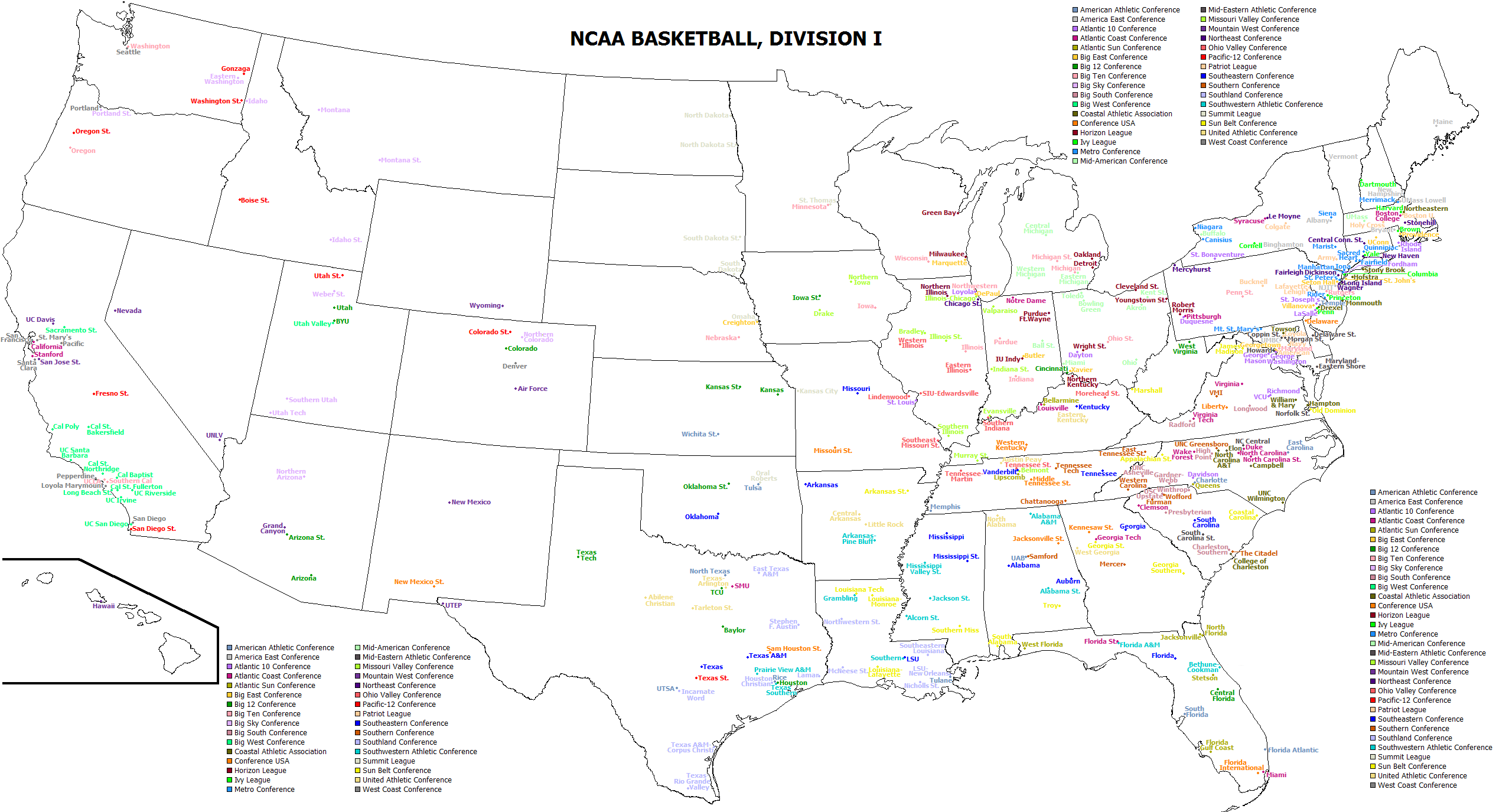
Mapa con las conferencias de la NCAA Division I de baloncesto

Después del año académico 2023-24, la Pac-12 Conference colapsó y 10 de sus 12 miembros se fueron a otras conferencias. Los miembros restantes, Oregon State y Washington State, colocaron la mayoría de sus equipos deportivos en la West Coast Conference, y los equipos de fútbol americano tienen un acuerdo de programación con la Mountain West Conference. Este acuerdo finalizará en 2026-27, cuando al menos siete universidades se unirán a la Pac-12.

#### Division I de Hockey sobre hielo
Como el hockey sobre hielo está muy limitado a regiones del norte de Estados Unidos, mantiene conferencias totalmente diferentes para este deporte. Por ello es fácil encontrar universidades que compiten en las conferencias antes indicadas en todos los deportes, excepto en hockey sobre hielo, donde compiten en una conferencia específica de este deporte.

##### Conferencias
| Conferencia                           | Acrónimo          | Fundación             | Miembros (Masc./Fem.) |
| ------------------------------------- | ----------------- | --------------------- | --------------------- |
| Atlantic Hockey America               | AHA               | 2024                  | 14 (11/6)             |
| Big Ten Conference                    | Big Ten           | 1896 (2013 en hockey) | 7 (7/0)               |
| Central Collegiate Hockey Association | CCHA              | 1971                  | 9 (9/0)               |
| ECAC Hockey                           | ECAC              | 1962                  | 12 (12/12)            |
| Independientes                        |                   |                       | 5 (5/0)               |
| Hockey East                           | Hockey East o HEA | 1984                  | 12 (11/10)            |
| National Collegiate Hockey Conference | NCHC              | 2011                  | 9 (9/0)               |
| New England Women's Hockey Alliance   | NEWHA             | 2018                  | 7 (0/7)               |
| Western Collegiate Hockey Association | WCHA              | 1951                  | 8 (0/8)               |

1. ↑  Fundada por la fusión en 2024 de la Atlantic Hockey Association (fundada en 2003) y College Hockey America (fundada en 1999).
2. ↑  14 miembros (10 hombres, 7 mujeres) en 2025 con los siguientes cambios:
  - Salida del miembro masculino de American International.
  - Incorporación de Delaware a la liga femenina.
3. ↑  Suspendido en 2013; restablecido en 2020 y el juego se reanudará en 2021.
4. ↑  8 miembros en 2026 con la salida de St. Thomas.
5. ↑  10 miembros en 2026 con la incorporación de St. Thomas.

#### Division I de Waterpolo
El waterpolo, al ser también un deporte poco extendido, tiene una conferencia específica denominada Collegiate Water Polo Association (CWPA).